# Lande von Übermaas

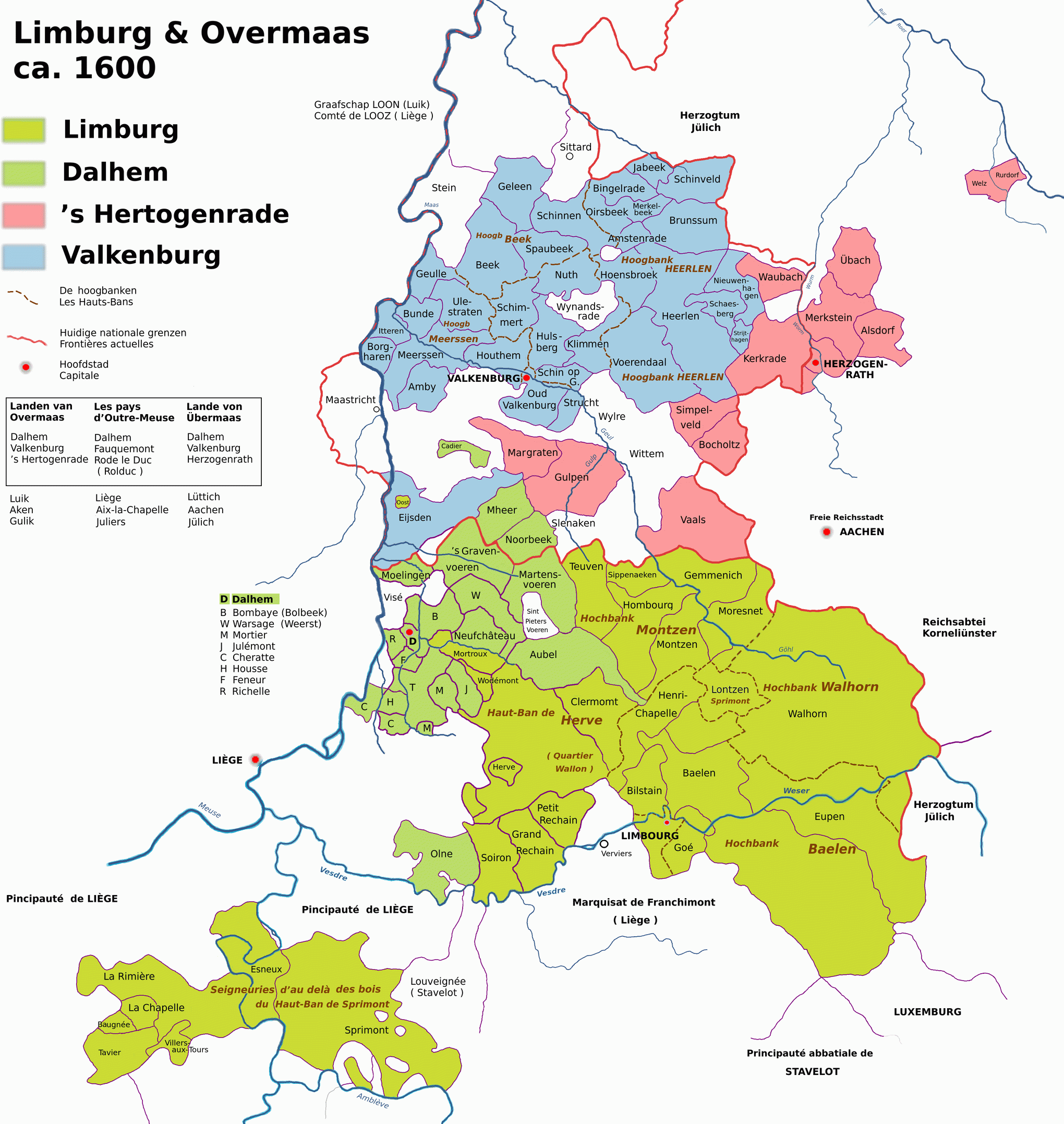
Das Herzogtum Limburg und die Lande von Übermaas, um 1600

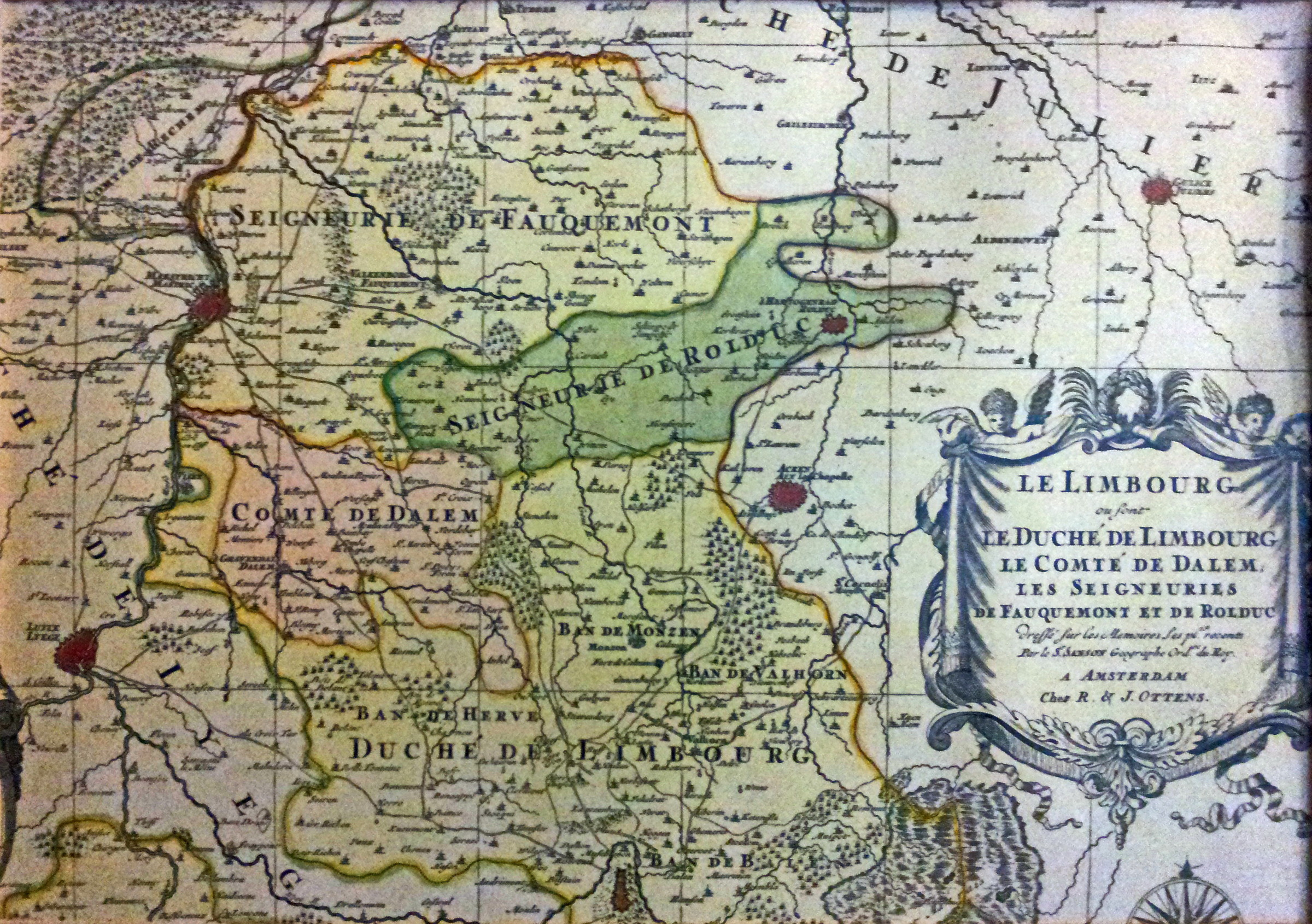
Das Herzogtum Limburg und die Lande von Übermaas vor der Französischen Revolution (Atlas Major, Amsterdam, ca. 1740)

Mit dem Begriff Lande von Übermaas oder Lande von Overmaas (französisch Pays d'Outremeuse, niederländisch Landen van Overmaas) bezeichnete man vor der Französischen Revolution die zum Herzogtum Brabant gehörenden Gebiete östlich des Hochstifts Lüttich, also von Brabant aus jenseits der Maas. Diese waren im Wesentlichen die Grafschaft Dalhem, das Land von Valkenburg und das Land von Rode oder Herrschaft ’s-Hertogenrode (des Herzogen Rodung, heute Herzogenrath) in den heutigen Ländern Belgien, Deutschland und den Niederlanden. Manchmal wird das ehemalige Herzogtum Limburg unter einem Namen mit den Landen von Übermaas genannt, weil diese vier Gebiete 1473 ihre Staaten (Landtage) unter dem Namen Gemeinsame Staaten des Herzogtums Limburg und der drei Lande von Übermaas vereinigten. Weiter östlich, im heutigen Deutschland, gab es noch einige andere Herrschaften, die als Besitz von Brabant ebenfalls zu diesen Landen gehörten.

## Geschichte

### Brabant und die Lande von Übermaas
Bereits seit 1155 war die Herrschaft Rode durch eine Personalunion mit dem Herzogtum Limburg verbunden. Das zeigt sich auch im Namen ’s-Hertogenrode.
- 1244 erwarb Herzog Heinrich II. von Brabant die Grafschaft Dalhem.
- Mit dem Sieg in der Schlacht von Worringen im Jahr 1288 sicherte sich Brabant den Besitz des Herzogtums Limburg und damit auch der Herrschaft ’s-Hertogenrode/Herzogenrath.
- Im Jahr 1347 erwarb das Herzogtum Brabant das Land von Valkenburg.

Jedes dieser drei Ländchen hatte seine eigene Ständeversammlung, Statenvergadering genannt, die sich aus Vertretern des Adels und der Schöffen zusammensetzte; aus der Grafschaft Dalhem außerdem der Abt der Abtei von Val-Dieu, aus Roda der der Abtei Rolduc. Die Verwaltungssprache war Niederländisch. Eine solche Versammlung gab es auch im Herzogtum Limburg. Auf diese Weise zusammengeführt und von Brabant getrennt, bildeten diese Gebiete bald eine separate Einheit, eine Föderation aus vier kleinen autonomen Staaten.

### Die burgundischen Niederlande
Zwischen 1387 und 1396 übernahm das Haus Burgund die vollständige Kontrolle über die Besitztümer des Herzogtums Brabant östlich der Maas.
Im Jahr 1473 vereinigten diese vier Länder ihre Ständeversammlungen unter dem Namen Gemeinsame Staaten des Herzogtums Limburg und der drei Lande von Übermaas. Ab 1598 hatte auch der Abt von Rolduc einen Sitz in diesen gemeinsamen Staaten. Sie entsandten eine gemeinsame Delegation zu den Generalstaaten der burgundischen Niederlande nach Brüssel. Diese Delegation setzte sich aus 13 Delegierten zusammen: 5 aus dem Herzogtum Limburg, 4 aus dem Land von Valkenburg, 2 aus der Grafschaft Dalhem und 2 aus der Herrschaft Rode. Vor dem 17. Jahrhundert gehörten der Delegation vorübergehend auch Mitglieder der Herrschaften Sprimont, Millen und Wassenberg, der Städte Gangelt und Waldfeucht, sowie der Grafschaft Kerpen und Lommersum an.
Auf diese Weise wurden diese vier autonomen Länder zusammen als eine der siebzehn Provinzen der burgundischen Niederlande betrachtet und später oft nur noch als Limburg und manchmal auch als die (nunmehr) vier Landen von Übermaas bezeichnet. Laut einer Erklärung der Staaten Limburg und Übermaas aus dem Jahr 1600 hatten die vier Hauptstädte zusammen weniger als 90 Haushalte.

### Habsburg und die Republik der Sieben Vereinigten Provinzen
Mit der Heirat Maria von Burgund (1477–1482) mit Maximilian von Österreich gingen diese Gebiete, wie die übrigen burgundischen Niederlande, an das Haus Habsburg. Unter Philipp II., dem Sohn von Karl V., begann der Achtzigjährige Krieg (1568–1648). Das Ergebnis war die Teilung der Niederlande. Im Süden die restlichen Spanische Niederlande, im Norden die Republik der Sieben Vereinigten Provinzen Provinzen und ihre Generalitätslande, ihre im Süden eroberten Gebiete.

Die Lande von Übermaas nach dem Teilungsvertrag von 1661

Nach dem Frieden zwischen der Republik der Vereinigten Provinzen und Spanien im Jahr 1648 wurde es notwendig, auch die Lande von Übermaas aufzuteilen. Seit dem Teilungsvertrag über die Teilung der Lande von Übermaas von 1661 war der Teil dieser Lande, der von den Vereinigten Provinzen als einem der Generalitätslande abhängig war, als das Staats'sche Übermaas (Staats-Overmaas) bekannt.
Der Vertrag von Fontainebleau von 1785 sah den Austausch einiger Dörfer und Herrschaften der Lande von Übermaas zwischen den österreichischen Niederlanden und der Republik vor. Der Staat’sche Teil Dalhems wurde dabei an die österreichischen Niederlande abgetreten, mit Ausnahme der Dörfer Oost und Cadier bei Maastricht.
Nach der Eroberung der Südniederlande durch französische Truppen im Jahr 1794 wurde der größte Teil der Lande von Übermaas dem Département Meuse-Inférieure angegliedert. Ein Teil Dalhems wurde dem Département Ourthe angegliedert, dessen niederländischsprachiger Teil heute als Voeren bekannt ist. Mit dem Vertrag von Den Haag von 1795 trat die Batavische Republik auch die Staat’schen Lande von Übermaas an die Französische Republik ab, und diese Gebiete wurden dem Departement Meuse-Inférieure hinzugefügt. Dies war das Ende der Lande von Übermaas.

Herzogtum Limburg und das Habsburgische Übermaas (1661–1785)
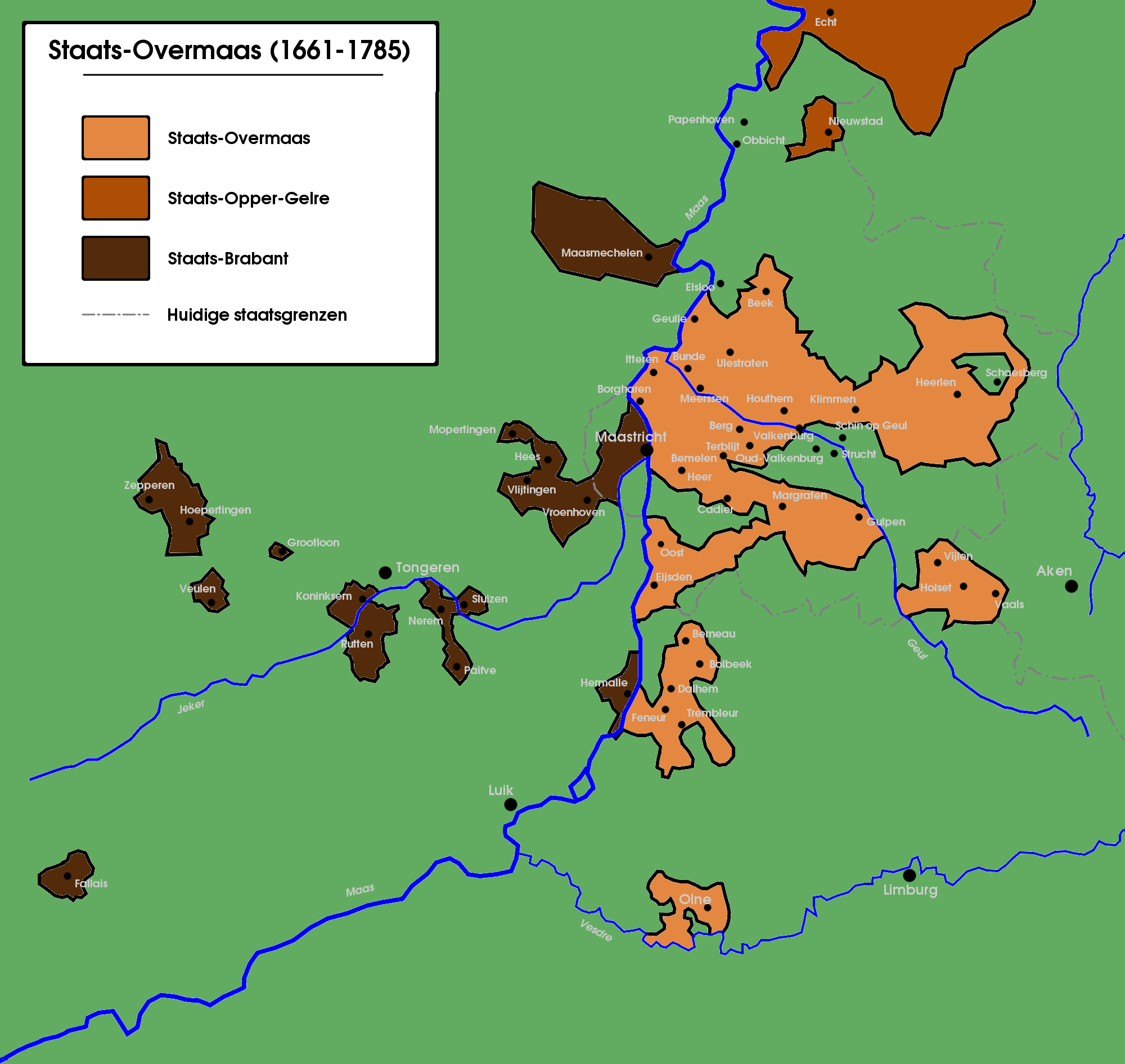
Staat’sches Übermaas (vor 1785)
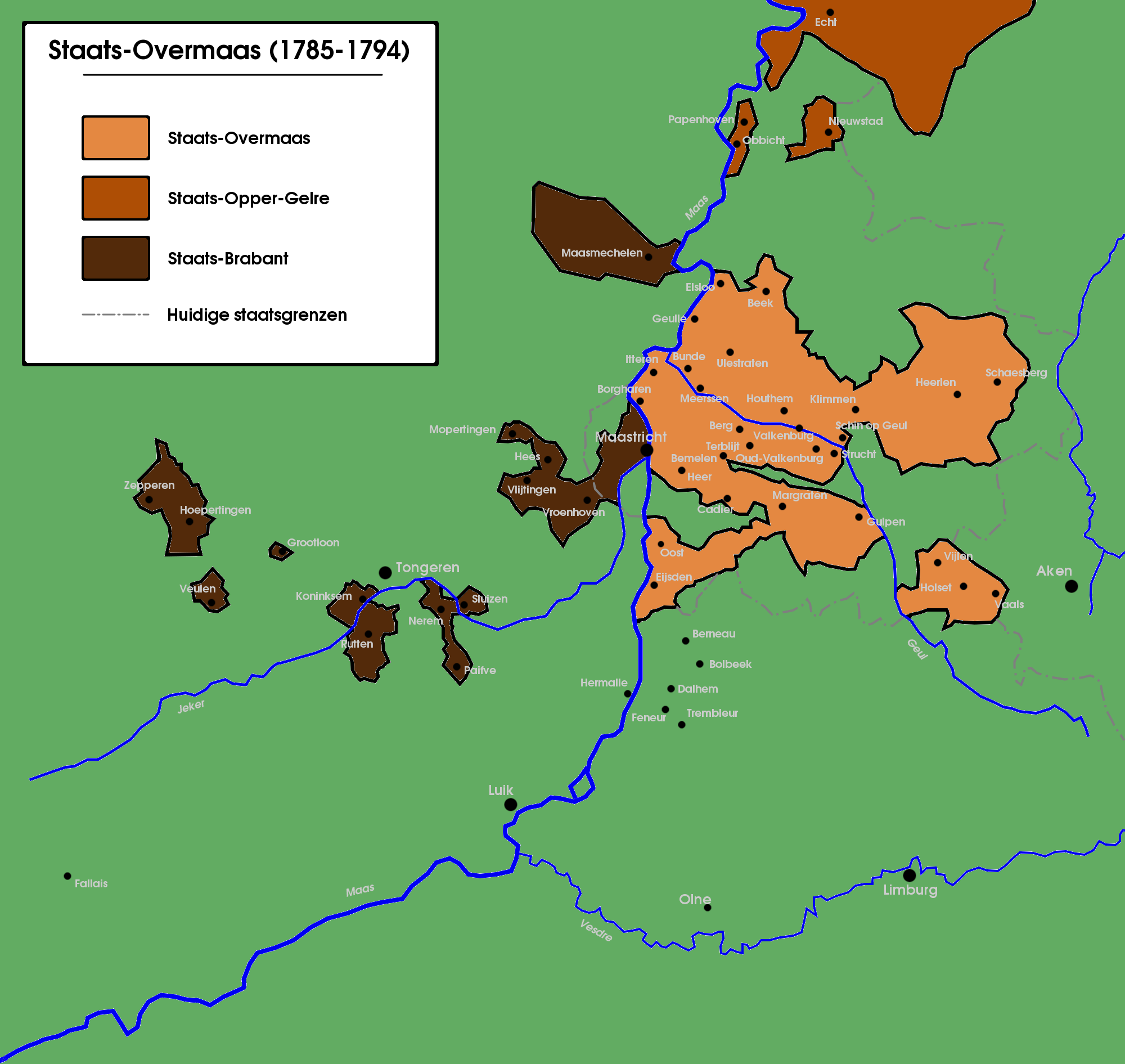
Staat’sches Übermaas (nach 1785)